# Formel-3000-Saison 1994
Die Formel-3000-Saison 1994 war die 10. Saison der Internationalen Formel-3000-Meisterschaft. Sie begann am 8. Mai 1994 in Silverstone und endete am 2. Oktober 1994 in Magny-Cours. Insgesamt wurden acht Rennen gefahren. Den Meistertitel der Fahrer gewann Jean-Christophe Boullion, dessen Team DAMS den Meistertitel der Teams gewann.

## Starterfeld
| Team                   | Auto # | Fahrer                   | Chassis | Motor         | Rennwochenende |
| ---------------------- | ------ | ------------------------ | ------- | ------------- | -------------- |
| DAMS                   | 01     | Jean-Christophe Boullion | Reynard | Ford Cosworth | 1–8            |
| DAMS                   | 02     | Guillaume Gomez          | Reynard | Ford Cosworth | 1–8            |
| Paul Stewart Racing    | 05     | Gil de Ferran            | Reynard | Zytek Judd    | 1–8            |
| Paul Stewart Racing    | 06     | Didier Cottaz            | Reynard | Zytek Judd    | 1–8            |
| Auto Sport Racing      | 07     | Paolo Delle Piane        | Reynard | Ford Cosworth | 4–8            |
| Forti Corse            | 09     | Pedro Diniz              | Reynard | Ford Cosworth | 1–8            |
| Forti Corse            | 10     | Hideki Noda              | Reynard | Ford Cosworth | 1–8            |
| Mythos Racing          | 11     | Fabrizio De Simone       | Reynard | Zytek Judd    | 1–8            |
| Mythos Racing          | 12     | Massimiliano Papis       | Reynard | Zytek Judd    | 1–8            |
| Apomatox               | 14     | Emmanuel Clérico         | Reynard | Ford Cosworth | 1–8            |
| Apomatox               | 15     | Franck Lagorce           | Reynard | Ford Cosworth | 1–8            |
| Vortex Motorsport      | 16     | Paolo Delle Piane        | Reynard | Ford Cosworth | 1–3            |
| Vortex Motorsport      | 16     | James Taylor             | Reynard | Ford Cosworth | 4–8            |
| Vortex Motorsport      | 17     | Tarso Marques            | Reynard | Ford Cosworth | 1–8            |
| Vortex Motorsport      | 25     | David Coulthard          | Reynard | Ford Cosworth | 1              |
| Vortex Motorsport      | 25     | Allan McNish             | Reynard | Ford Cosworth | 2              |
| Omegaland              | 18     | Oliver Gavin             | Lola    | Ford Cosworth | 1–4            |
| Omegaland              | 18     | Marc Rostan              | Lola    | Zytek Judd    | 7–8            |
| Omegaland              | 19     | Robbie Stirling          | Lola    | Zytek Judd    | 1              |
| Omegaland              | 19     | Patrick Crinelli         | Lola    | Zytek Judd    | 2–3            |
| Omegaland              | 19     | Norio Matsubara          | Lola    | Zytek Judd    | 1–8            |
| Omegaland              | 19     | Elton Julian             | Lola    | Zytek Judd    | 6–8            |
| Nordic Racing          | 20     | Marc Goossens            | Lola    | Zytek Judd    | 1–8            |
| Nordic Racing          | 21     | Jordi Gené               | Lola    | Zytek Judd    | 1–3            |
| Nordic Racing          | 21     | Oliver Gavin             | Lola    | Zytek Judd    | 5              |
| Nordic Racing          | 21     | Paolo Carcasci           | Lola    | Zytek Judd    | 7              |
| Danielson              | 24     | Nicolas Leboissetier     | Reynard | Zytek Judd    | 1–2, 4–6       |
| Danielson              | 24     | Nicolas Leboissetier     | Reynard | Ford Cosworth | 7–8            |
| Danielson              | 25     | Jérôme Policand          | Reynard | Zytek Judd    | 1–8            |
| Madgwick International | 26     | Mikke Van Hool           | Reynard | Zytek Judd    | 1–8            |
| Madgwick International | 27     | Kenny Bräck              | Reynard | Zytek Judd    | 1–8            |
| Durango Equipe         | 30     | Severino Nardozzi        | Reynard | Ford Cosworth | 1–8            |
| Durango Equipe         | 31     | Christian Pescatori      | Reynard | Ford Cosworth | 1–8            |
| Super Nova Racing      | 32     | Vincenzo Sospiri         | Reynard | Ford Cosworth | 1–8            |
| Super Nova Racing      | 33     | Taki Inoue               | Reynard | Ford Cosworth | 1–8            |
| Racing Wim Eyckmans    | 35     | Wim Eyckmans             | Reynard | Ford Cosworth | 1, 3, 5–8      |

## Rennen
Es fanden acht Rennen statt. Die Rennen in Barcelona, Hockenheim, Spa-Francorchamps und Estoril wurden im Rahmenprogramm der Formel 1 ausgetragen.
| Nr. | Datum         | Rennstrecke       | Sieger                   | Zweiter                  | Dritter          |
| --- | ------------- | ----------------- | ------------------------ | ------------------------ | ---------------- |
| 1.  | 8. Mai        | Silverstone       | Franck Lagorce           | David Coulthard          | Gil de Ferran    |
| 2.  | 15. Mai       | Pau               | Gil de Ferran            | Vincenzo Sospiri         | Didier Cottaz    |
| 3.  | 28. Mai       | Barcelona         | Massimiliano Papis       | Fabrizio De Simone       | Vincenzo Sospiri |
| 4.  | 17. Juli      | Enna              | Gil de Ferran            | Franck Lagorce           | Hideki Noda      |
| 5.  | 30. Juli      | Hockenheim        | Franck Lagorce           | Jean-Christophe Boullion | Gil de Ferran    |
| 6.  | 27. August    | Spa-Francorchamps | Jean-Christophe Boullion | Didier Cottaz            | Kenny Bräck      |
| 7.  | 25. September | Estoril           | Jean-Christophe Boullion | Vincenzo Sospiri         | Guillaume Gomez  |
| 8.  | 2. Oktober    | Magny-Cours       | Jean-Christophe Boullion | Franck Lagorce           | Guillaume Gomez  |

## Wertungen

### Fahrerwertung
| Pos. | Fahrer       | GBR | FRA | ESP | ITA | GER | BEL | POR | FRA | Punkte |
| ---- | ------------ | --- | --- | --- | --- | --- | --- | --- | --- | ------ |
| 1    | Boullion     | 8   | 4   | DNF | 14  | 2   | 1   | 1   | 1   | 36     |
| 2    | Lagorce      | 1   | 5   | 5   | 2   | 1   | 13  | 8   | 2   | 34     |
| 3    | de Ferran    | 3   | 1   | DNF | 1   | 3   | 5   | DNF | DNF | 28     |
| 4    | Sospiri      | 4   | 2   | 3   | DNF | 4   | DNF | 2   | 5   | 24     |
| 5    | Papis        | 7   | DNF | 1   | 4   | DNF | 11  | 13  | 6   | 13     |
| 6    | Cottaz       | 6   | 3   | 7   | 9   | 11  | 2   | 5   | 7   | 13     |
| 7    | Gomez        | 11  | 6   | 8   | 10  | DNF | 4   | 3   | 3   | 12     |
| 8    | De Simone    | 16  | 10  | 2   | DNF | 14  | 6   | DNF | DNF | 7      |
| 9    | Coulthard    | 2   |     |     |     |     |     |     |     | 6      |
| 10   | Noda         | 5   | DNF | DNF | 3   | DNF | 7   | 16  | 11  | 6      |
| 11   | Bräck        | 12  | DNS | 11  | 11  | 9   | 3   | 6   | 10  | 5      |
| 12   | Marques      | 13  | DNF | DNS | 12  | 10  | 8   | 12  | 4   | 3      |
| 13   | Gené         | 9   | 9   | 4   |     |     |     |     |     | 3      |
| 14   | Diniz        | DNF | DNF | 10  | DNF | DNF | 9   | 4   | DNF | 3      |
| 15   | Goossens     | DNF | DNF | 6   | 7   | 5   | DNF | DNF | DNF | 3      |
| 16   | Policand     | 14  | 8   | DNF | 5   | 7   | 12  | 17  | DNF | 2      |
| 17   | Pescatori    | DNF | 7   | 9   | 6   | 8   | 10  | DNF | 9   | 1      |
| 18   | Eyckmans     | DNF |     | DNF |     | 6   | 17  | DNF | DNF | 1      |
| 19   | Clérico      | DNF | DNF | DNF | DNF | 15  | DNF | 7   | DNF | 0      |
| 20   | Delle Piane  | DNF | DNS | DNF | 8   | DNF | DNF | DNF | 8   | 0      |
| 21   | Inoue        | 15  | DNF | 13  | 13  | 12  | 14  | 9   | DNF | 0      |
| 22   | Leboissetier | DNF | DNF |     | DNF | DNF | DNF | 10  | 12  | 0      |
| 23   | Gavin        | 10  | DNQ | DNF | DNF | DNS |     |     |     | 0      |
| 24   | Van Hool     | DNS | DNF | 12  | DNF | 13  | DNF | 11  | DNF | 0      |
| 25   | Julian       |     |     |     |     |     | 15  | 14  | 13  | 0      |
| 26   | Rostan       |     |     |     |     |     |     | DNF | 14  | 0      |
| 27   | Taylor       |     |     |     | 15  | DNF | DNF | 15  | DNF | 0      |
| 28   | Nardozzi     | 17  | DNQ | DNF | DNQ | 16  | 16  | DNF | 15  | 0      |
|      | Crinelli     |     | DNF | DNF |     |     |     |     |     | 0      |
|      | Stirling     | DNF |     |     |     |     |     |     |     | 0      |
|      | McNish       |     | DNF |     |     |     |     |     |     | 0      |
|      | Matsubara    |     |     |     | DNF |     |     |     |     | 0      |
|      | Carcasci     |     |     |     |     |     |     | DNF |     | 0      |
| Pos. | Fahrer       | GBR | FRA | ESP | ITA | GER | BEL | POR | FRA | Punkte |

| Farbe   | Bedeutung                               |
| ------- | --------------------------------------- |
| Gold    | Sieger                                  |
| Silber  | 2. Platz                                |
| Bronze  | 3. Platz                                |
| Grün    | Platzierung in den Punkten              |
| Blau    | Klassifiziert außerhalb der Punkteränge |
| Violett | Rennen nicht beendet (DNF)              |
| Violett | nicht klassifiziert (NC)                |
| Rot     | nicht qualifiziert (DNQ)                |
| Schwarz | disqualifiziert (DSQ)                   |
| Weiß    | nicht am Start (DNS)                    |
| Weiß    | zurückgezogen (WD)                      |
| Weiß    | Rennen abgesagt (C)                     |
| Blanko  | nicht teilgenommen                      |
| Blanko  | verletzt oder krank (INJ)               |
| Blanko  | ausgeschlossen (EX)                     |

### Teamwertung
| Pos. | Team                   | Auto Nr. | GBR | FRA | ESP | ITA | GER | BEL | POR | FRA | Punkte |
| ---- | ---------------------- | -------- | --- | --- | --- | --- | --- | --- | --- | --- | ------ |
| 1    | DAMS                   | 1        | 8   | 4   | DNF | 14  | 2   | 1   | 1   | 1   | 48     |
| 1    | DAMS                   | 2        | 11  | 6   | 8   | 10  | DNF | 4   | 3   | 3   | 48     |
| 2    | Paul Stewart Racing    | 5        | 3   | 1   | DNF | 1   | 3   | 5   | DNF | DNF | 41     |
| 2    | Paul Stewart Racing    | 6        | 6   | 3   | 7   | 9   | 11  | 2   | 5   | 7   | 41     |
| 3    | Apomatox               | 14       | DNF | DNF | DNF | DNF | 15  | DNF | 7   | DNF | 34     |
| 3    | Apomatox               | 15       | 1   | 5   | 5   | 2   | 1   | 13  | 8   | 2   | 34     |
| 4    | Super Nova Racing      | 32       | 4   | 2   | 3   | DNF | 4   | DNF | 2   | 5   | 24     |
| 4    | Super Nova Racing      | 33       | 15  | DNF | 13  | 13  | 12  | 14  | 9   | DNF | 24     |
| 5    | Mythos Racing          | 11       | 16  | 10  | 2   | DNF | 14  | 6   | DNF | DNF | 20     |
| 5    | Mythos Racing          | 12       | 7   | DNF | 1   | 4   | DNF | 11  | 13  | 6   | 20     |
| 6    | Vortex Motorsport      | 16       | DNF | DNS | DNF | 15  | DNF | DNF | 15  | DNF | 9      |
| 6    | Vortex Motorsport      | 17       | 13  | DNF | DNS | 12  | 10  | 8   | 12  | 4   | 9      |
| 6    | Vortex Motorsport      | 25       | 2   | DNF |     |     |     |     |     |     | 9      |
| 7    | Forti Corse            | 9        | DNF | DNF | 10  | DNF | DNF | 9   | 4   | DNF | 9      |
| 7    | Forti Corse            | 10       | 5   | DNF | DNF | 3   | DNF | 7   | 16  | 11  | 9      |
| 8    | Nordic Racing          | 20       | DNF | DNF | 6   | 7   | 5   | DNF | DNF | DNF | 6      |
| 8    | Nordic Racing          | 21       | 9   | 9   | 4   |     | DNS |     | DNF |     | 6      |
| 9    | Madgwick International | 26       | DNS | DNF | 12  | DNF | 13  | DNF | 11  | DNF | 5      |
| 9    | Madgwick International | 27       | 12  | DNS | 11  | 11  | 9   | 3   | 6   | 10  | 5      |
| 10   | Danielson              | 24       | DNF | DNF |     | DNF | DNF | DNF | 10  | 12  | 2      |
| 10   | Danielson              | 25       | 14  | 8   | DNF | 5   | 7   | 12  | 17  | DNF | 2      |
| 11   | Durango Equipe         | 30       | 17  | DNQ | DNF | DNQ | 16  | 16  | DNF | 15  | 1      |
| 11   | Durango Equipe         | 31       | DNF | 7   | 9   | 6   | 8   | 10  | DNF | 9   | 1      |
| 12   | Racing Wim Eyckmans    | 35       | DNF |     | DNF |     | 6   | 17  | DNF | DNF | 1      |
| 13   | Auto Sport Racing      | 7        |     |     |     | 8   | DNF | DNF | DNF | 8   | 0      |
| 14   | Omegaland              | 18       | 10  | DNQ | DNF | DNF |     |     | DNF | 14  | 0      |
| 14   | Omegaland              | 19       | DNF | DNF | DNF | DNF |     | 15  | 14  | 13  | 0      |
| Pos. | Team                   | Auto Nr. | GBR | FRA | ESP | ITA | GER | BEL | POR | FRA | Punkte |